# Sosna
La Sosna (en russe : Быстрая сосна) est une rivière de Russie et un affluent droit du Don.

## Géographie
La Sosna arrose les oblasts d'Orel et de Lipetsk. Elle a une longueur de 296 km et draine un bassin d'une superficie de 17 400 km2. Son débit moyen s'élève à 71,3 m3/s à 37 km de sa confluence avec le Don.
La Sosna est gelée de fin novembre à fin mars.

## Affluents
- Le Tim (rive droite)
- Le Тroudy (rive gauche)
- Le Кchen (rive droite)
- L'Оlim (rive droite)
- Le Vorgol (rive gauche)

## Villes traversées
Elle arrose notamment les villes de Livny et de Ielets.

## Hydrométrie - Les débits à Ielets
Le débit de la rivière a été observé pendant 59 ans (période 1927 - 1985) à Ielets, localité située à quelque 35 kilomètres en amont de son confluent avec le Don.
À Ielets, le débit annuel moyen ou module observé sur cette période était de 71,3 m3/s pour une surface de drainage de plus ou moins 16 300 km2, soit approximativement 93 % de la totalité du bassin versant de la rivière qui en compte 17 400. La lame d'eau d'écoulement annuel dans le bassin se montait de ce fait à 138 millimètres, ce qui peut être considéré comme satisfaisant dans le contexte de la Russie centrale.
Le minimum d'étiage est observé en septembre, avec un débit mensuel moyen de 30,5 m3/s, tandis que le débit mensuel moyen maximal est celui du mois d'avril avec 335 m3/s, soit onze fois plus. Les variations saisonnières sont donc importantes. Sur la durée d'observation de 59 ans, le débit mensuel maximal a été de 1 030 m3/s en avril 1970, tandis que le débit mensuel minimal était de 13,6 m3/s en août 1972 et janvier 1977. Les débits mensuels inférieurs à 15 ou supérieurs à 1 000 m3/s sont exceptionnels.